# 1904年鐵路
此條目列出1904年發生有關鐵路運輸的事件。

## 事件

### 2月
- 2月1日：縱貫線南段北延至斗六。
- 2月14日：北城市線通車。

### 6月
- 6月1日：膠濟鐵路完工通車。
- 6月19日：篠栗線通車。

### 7月
- 7月21日：西伯利亞鐵路完工[1]。
- 7月30日：香港電車通車。

### 10月
- 10月19日：巴黎地鐵3號線通車。
- 10月25日：巴格達鐵路首200公里通車[2]。

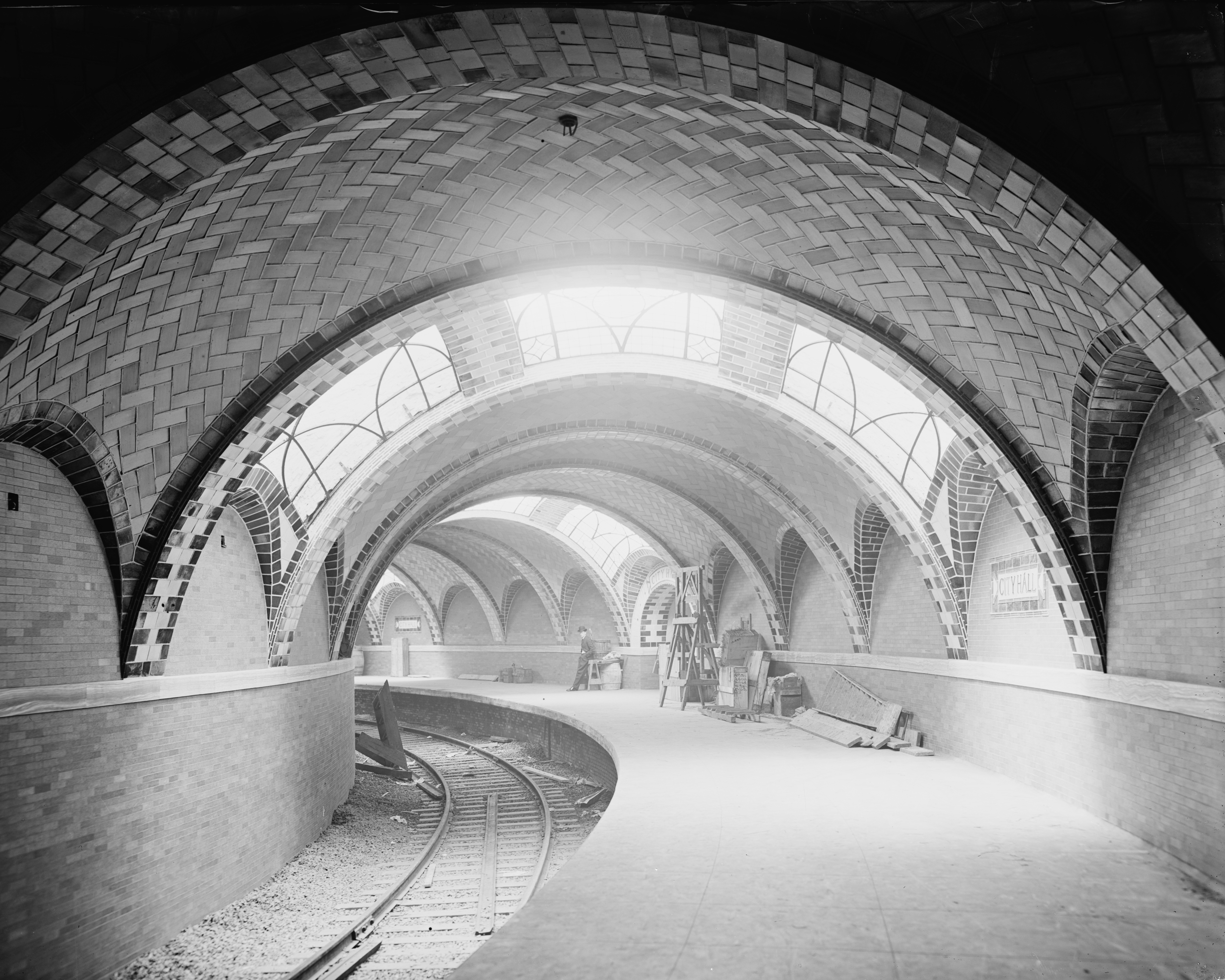
City Hall (IRT station)

- 10月27日：紐約地鐵第一段地下路線通車，來往市政府站及145街站[3]:27。

### 11月
- 11月3日：舞鶴線通車。
- 11月15日：吉備線通車。